# Surviving Summer - Un'estate travolgente
Surviving Summer - Un'estate travolgente (Surviving Summer) è una serie televisiva australiana ideata da Joanna Werner e Josh Mapleton, prodotta da Werner Film Production e distribuita in streaming a partire dal 3 giugno 2022 sulla piattaforma Netflix. Protagonista della serie, nel ruolo di Summer Torres, è l'attrice Sky Katz; altri interpreti principali sono Kai Lewins, Lilliana Bowrey, Savannah La Rain e João Gabriel Marinho.
La serie si compone di due stagioni, per un totale di 18 episodi.

## Trama
Dopo essere stata espulsa dalla propria scuola, Summer Torres, un'adolescente di New York, viene costretta per punizione dalla propria madre, una donna in carriera, a trascorrere l'intera estate presso la famiglia di Abbie, una vecchia amica che vive a Shorehaven, una località costiera dell'Australia. Lì Summer conosce alcuni ragazzi, come Ari (il figlio di Abbie), Poppi, Bodhi e Marlon, con la passione per il surf ed inizia lei stessa a praticare questo sport con buoni risultati.

## Episodi
| Stagione         | Puntate | Prima TV |
| ---------------- | ------- | -------- |
| Prima stagione   | 10      | 2022     |
| Seconda stagione | 8       | 2023     |

## Personaggi e interpreti
- Summer Torres, interpretata da Sky Katz (s. 1-2).
- Ari Gibson, interpretato da Kai Lewins (s. 1-2).
- Poppi Tetanui, interpretata da Lilliana Bowrey (s. 1-2).
- Bodhi Mercer, interpretata da Savannah La Rain (s. 1-2).
- Marlon Sousa, interprato da João Gabriel Marinho (s. 1-2).
- Wren Radić , interpretata da Annabel Wolfe (s. 2). [2] È la ragazza di Ari.
- Baxter Radić, interpretato da Josh Macqueen (s. 2). [2] È il fratello di Wren.
- Thommo Gibson, interpretato da Dustin Clare. È il padre di Ari.
- Abbie Gibson, interpretata da Adrienne Pickering. È la madre di Ari.
- Honey Gibson, interpretata da Asmara Feik. È la sorella di Ari.
- Margot Torres, interpretata da Kate Beahan. È la madre di Summer.[4]
- Luciana Sousa, interpretata da Tatiana Hotere. È la madre di Marlon.
- Elo Radić, interpretata da Olympia Valance (s. 2).[2]

## Produzione
La serie è girata nella regione conosciuta come Surf Coast Shire, lungo la Great Ocean Road, nello stato australiano di Victoria.  Principali luoghi delle riprese sono Bells Beach, Jan Juc Beach e Anglesea's Point Roadknight Beach.

## Distribuzione
La seconda stagione è stata distribuita su Netflix in versione originale a partire dal 15 settembre 2023 e in versione doppiata a partire dal 22 settembre 2023.